# Scoarța
Scoarta là một xã thuộc hạt Gorj, România. Dân số thời điểm năm 2002 là 5046 người.